# Groupe simple
En mathématiques, un groupe simple est un groupe non trivial qui ne possède pas de sous-groupe distingué autre que lui-même et son sous-groupe trivial,.

## Définition
Un groupe {\displaystyle (G,*)} est dit simple s'il a exactement deux sous-groupes distingués : {\displaystyle (\{e\},*)} ({\displaystyle e} étant l’élément neutre du groupe) et {\displaystyle (G,*)} lui-même.

## Exemples
Quelques exemples de groupes simples :
- Les seuls groupes abéliens simples sont les groupes finis d'ordre premier (ces groupes sont cycliques)[3].
- Le groupe SO3(ℝ) des matrices spéciales orthogonales d'ordre 3 à coefficients réels est simple[4]. Plus généralement, les groupes SOn(ℝ) sont simples si et seulement si n est impair. Pour n pair, le groupe SOn(ℝ) contient le sous-groupe normal {Id, -Id}, et n'est pas simple. Le groupe quotient SOn(ℝ)/{Id, -Id} est simple si et seulement si le nombre pair n est supérieur ou égal à 6. Le groupe SO4(ℝ)/{Id, -Id} n'est pas simple, étant isomorphe au produit de SO3(ℝ) par lui-même[5].
- Pour n supérieur ou égal à 5, le groupe alterné An sur n éléments est simple. Ce résultat est à la base de la théorie de la résolution par radicaux.
- De nombreux groupes de type  de Lie sont simples. C'est le cas, par exemple, du groupe simple d'ordre 168 qui peut être vu comme le groupe linéaire d'un espace vectoriel de dimension 3 sur le corps fini à deux éléments.
- Les groupes sporadiques.
- Toute limite inductive de groupes simples qui n'est pas le groupe trivial est un groupe simple[6].

## Intérêt
Le terme « simple » signifie que de tels groupes ne sont pas, en quelque sorte, « réductibles » à un groupe plus maniable. L'intérêt d'un sous-groupe distingué non trivial {\displaystyle H} d'un groupe {\displaystyle G} est souvent de permettre la construction du groupe quotient {\displaystyle G/H}. L'étude de {\displaystyle G} se ramène alors à celle de {\displaystyle H} et de {\displaystyle G/H}. Cette construction n'est pas possible pour un groupe simple et on ne peut donc pas ramener son étude à celle d'un groupe quotient de cardinal plus petit que lui.
Tout groupe simple non abélien est non résoluble.
Un groupe infini simple n'a pas de sous-groupe propre d'indice fini.
Les groupes simples finis sont importants car ils peuvent être perçus comme les briques de base de tous les groupes finis, de la même façon que tous les nombres entiers peuvent être décomposés en produit de nombres premiers.
La classification des groupes simples finis fut achevée en 1982.

## Théorème de Feit-Thompson
Le théorème de Feit-Thompson dit que tout groupe fini  d’ordre impair est résoluble.
Il en résulte que tout groupe fini simple non abélien est d’ordre pair et contient donc au moins une involution (c'est-à-dire un élément d'ordre 2).